# Émile Rumeau
Émile Rumeau (n. 23 decembrie 1878, Port Said, Egipt – d. 8 iulie 1943, Paris, Île-de-France, Franța) a fost un trăgător de tir ce a reprezentat Franța, medaliat olimpic. A participat la 2 ediții ale Jocurilor Olimpice (1920, 1924) în care a câștigat două medalii de argint.